# Mechadiri
Mechadiri (abch. Machadyr) – wieś w Gruzji (Abchazji), w regionie Gagra. W 2011 roku liczyła 1779 mieszkańców.